# Diócesis de Manzini
La diócesis de Manzini (en latín: Dioecesis Manzinien(sis) y en inglés: Roman Catholic Diocese of Manzini) es una circunscripción eclesiástica latina de la Iglesia católica en Suazilandia (o Esuatini), sufragánea de la arquidiócesis de Johannesburgo. La diócesis tiene al obispo José Luis Gerardo Ponce de León, I.M.C. como su ordinario desde el 29 de noviembre de 2013. 

## Territorio y organización
La diócesis tiene 17 364 km² y extiende su jurisdicción sobre los fieles católicos de rito latino residentes en Suazilandia.
La sede de la diócesis se encuentra en la ciudad de Manzini, en donde se halla la Catedral de Nuestra Señora de la Asunción.
En 2019 en la diócesis existían 17 parroquias.

## Historia
La prefectura apostólica de Suazilandia fue erigida el 19 de abril de 1923 con el breve Quae catholico del papa Pío XI separando territorio del vicariato apostólico de Natal (hoy arquidiócesis de Durban).
El 15 de marzo de 1939 la prefectura apostólica fue elevada a vicariato apostólico con la bula Si in quavis del papa Pío XII.
El 11 de enero de 1951, como resultado de la bula Suprema Nobis del papa Pío XII, el vicariato apostólico fue elevado a diócesis y asumió el nombre de diócesis de Bremersdorp.
El 23 de junio de 1958 cedió una parte de su territorio para la erección de la prefectura apostólica de Volksrust (hoy diócesis de Dundee) mediante la bula In similitudinem del papa Pío XII.
El 7 de noviembre de 1961 tomó su nombre actual.
El 12 de noviembre de 1962 cedió otra porción de territorio para la erección de la prefectura apostólica de Ingwavuma (hoy vicariato apostólico de Ingwavuma) mediante la bula Quoniam praecipuas del papa Juan XXIII.
El 5 de junio de 2007 cambió de metrópolis, pasando de la provincia eclesiástica de Pretoria a la de Johannesburgo.

## Estadísticas
De acuerdo al Anuario Pontificio 2020 la diócesis tenía a fines de 2019 un total de 57 400 fieles bautizados.
| Año                                                                             | Población            | Población | Población      | Sacerdotes | Sacerdotes    | Sacerdotes    | Bautizados por sacerdote | Diáconos permanentes | Religiosos | Religiosos | Parroquias |
| Año                                                                             | Bautizados católicos | Total     | % de católicos | Total      | Clero secular | Clero regular | Bautizados por sacerdote | Diáconos permanentes | Varones    | Mujeres    | Parroquias |
| ------------------------------------------------------------------------------- | -------------------- | --------- | -------------- | ---------- | ------------- | ------------- | ------------------------ | -------------------- | ---------- | ---------- | ---------- |
| 1950                                                                            | 10 434               | 263 000   | 4.0            | 15         |               | 15            | 695                      |                      | 30         | 67         | 11         |
| 1959                                                                            | 21 447               | 320 000   | 6.7            | 30         |               | 30            | 714                      |                      |            | 94         | 11         |
| 1969                                                                            | 31 959               | 395 264   | 8.1            | 29         | 2             | 27            | 1102                     |                      | 46         | 112        | 10         |
| 1980                                                                            | 36 000               | 540 000   | 6.7            | 37         | 4             | 33            | 972                      |                      | 47         | 133        |            |
| 1990                                                                            | 42 300               | 740 000   | 5.7            | 38         | 6             | 32            | 1113                     |                      | 36         | 87         | 2          |
| 1999                                                                            | 50 160               | 980 000   | 5.1            | 31         | 9             | 22            | 1618                     |                      | 42         | 58         | 15         |
| 2000                                                                            | 52 640               | 990 000   | 5.3            | 32         | 9             | 23            | 1645                     |                      | 37         | 58         | 15         |
| 2001                                                                            | 53 104               | 990 000   | 5.4            | 28         | 9             | 19            | 1896                     |                      | 25         | 57         | 15         |
| 2002                                                                            | 53 866               | 990 000   | 5.4            | 31         | 12            | 19            | 1737                     |                      | 26         | 55         | 15         |
| 2003                                                                            | 54 711               | 990 000   | 5.5            | 28         | 11            | 17            | 1953                     |                      | 24         | 57         | 15         |
| 2004                                                                            | 55 130               | 990 000   | 5.6            | 26         | 11            | 15            | 2120                     |                      | 23         | 58         | 15         |
| 2007                                                                            | 56 000               | 1 102 000 | 5.1            | 28         | 12            | 16            | 2000                     | 1                    | 21         | 64         | 15         |
| 2013                                                                            | 58 600               | 1 130 000 | 5.2            | 23         | 14            | 9             | 2547                     |                      | 12         | 45         | 17         |
| 2016                                                                            | 56 000               | 1 119 155 | 5.0            | 26         | 14            | 12            | 2153                     |                      | 15         | 43         | 15         |
| 2019                                                                            | 57 400               | 1 161 170 | 4.9            | 33         | 19            | 14            | 1739                     |                      | 20         | 38         | 17         |
| Fuente: Catholic-Hierarchy, que a su vez toma los datos del Anuario Pontificio. |                      |           |                |            |               |               |                          |                      |            |            |            |

## Episcopologio
- Pellegrino Bellezze, O.S.M. † (15 de marzo de 1923-mayo de 1933 falleció)
- Romualdo Migliorini, O.S.M. † (8 de julio de 1933-1939 falleció)
- Costantino Maria Attilio Barneschi, O.S.M. † (15 de marzo de 1939-21 de mayo de 1965 falleció)
- Girolamo Maria Casalini, O.S.M. † (18 de diciembre de 1965-4 de enero de 1976 renunció)
- Aloysius Isaac Mandlenkhosi Zwane † (24 de enero de 1976-10 de agosto de 1980 falleció)
  - Sede vacante (1980-1985)
- Louis Ncamiso Ndlovu, O.S.M. † (1 de julio de 1985-27 de agosto de 2012 falleció)
- José Luis Gerardo Ponce de León, I.M.C., desde el 29 de noviembre de 2013